# اولین شب آرامش
اولین شب آرامش (ایتالیایی: La prima notte di quiete) فیلمی به کارگردانی والریو زورلینی است که در سال ۱۹۷۲ منتشر شد. این فیلم با نام گرمای پاییزی (Indian Summer) به زبان انگلیسی منتشر شده است. برخلاف نظر مثبت منتقدان فیلم در گیشه موفق نبوده است.

## بازیگران
- آلن دلون
- کریستا نل
- لئا ماساری
- جانکارلو جانینی
- آدالبرتو ماریا مرلی
- سالوو رندونه
- آلیدا والی
- رناتو سالواتوری
- لیانا دل بالتسو
- نیکولتا ریتسی
- کارلا مانچینی
- کریستا نل
- ماریا تدسکی
- پاتریتسیا آدیوتوری